# Dario Čanađija
Dario Čanađija (Bjelovar, 17. travnja 1994.) hrvatski je nogometaš koji trenutačno igra za grčki klub Kifisia. Igra desnom nogom. Nastupao je za hrvatske mlade reprezentacije.
Za Goricu je odigrao 33 utakmice, od čega 29 u HNL-u i četiri u Kupu Hrvatske, te zabio jedan pogodak protiv Varaždina u 1. HNL. Iz Gorice je u novog rumunjskog prvoligaša Astru prešao 5. listopada 2020. godine.

## Priznanja

### Klupska
Rijeka
- Prvak Hrvatske (1): 2016./17
- Hrvatski nogometni kup (1): 2016./17.

Olimpija
- Prvak Slovenije (1): 2017./18.
- Nogometni kup Slovenije (1): 2017./18.

## Vanjske poveznice
- Sportnet  Arhivirana inačica izvorne stranice od 16. veljače 2021. (Wayback Machine)
- Profil, Hrvatski nogometni savez
- Hrvatske nogometne statistike
- Soccerway (engl.)
- Transfermarkt (engl.)